# Saint-Paul (métro de Paris)
Pour les articles homonymes, voir Saint-Paul.
Saint-Paul est une station de la ligne 1 du métro de Paris, située dans le 4e arrondissement de Paris.

## Situation
La station est implantée sous l'amorce de la rue de Rivoli au débouché de la rue Saint-Antoine. Approximativement orientée selon un axe nord-ouest/sud-est, elle s'intercale entre les stations Hôtel de Ville et Bastille (cette dernière étant partiellement aérienne).

## Histoire
La station est ouverte le 6 août 1900, soit près de trois semaines après la mise en service du premier tronçon de la ligne 1 entre Porte de Vincennes et Porte Maillot, intervenue le 19 juillet précédent. Jusqu'alors, les trains la traversaient sans y marquer l'arrêt.
Elle doit sa dénomination à sa proximité avec la rue Saint-Paul, d'une part, et l'église Saint-Paul-Saint-Louis, d'autre part, dans le quartier Saint-Paul. La rue tient son nom de l'ancienne église Saint-Paul-des-Champs, laquelle était dédiée, comme l'église actuelle, à Paul de Thèbes dit saint Paul Ermite.
Saint-Paul est en outre l'un des deux toponymes partagés par des stations de métro de Londres et de Paris, avec Temple sur la ligne 3. La station St. Paul's du métro de Londres se trouve sur la Central line, entre les stations Bank et Chancery Lane.
La station porte comme sous-titre Le Marais en raison de son implantation au centre sud du quartier du Marais, ainsi dénommé en raison de sa situation sur une ancienne zone marécageuse.
Lors de la Première Guerre mondiale, dans la nuit du 12 au 13 avril 1918, des avions allemands de type Gotha bombardent les environs de la station. Une bombe de 300 kg endommage l'édicule Guimard de la station, situé sur le terre-plein séparant la rue Saint-Antoine et la rue de Rivoli, ce qui entraîne sa démolition en 1922 et son remplacement par un entourage Dervaux de facture plus simple en fer forgé.
Les couloirs sont modernisés vers la fin des années 1950 par la pose de carreaux de couleur sable sur les piédroits, tandis que les quais sont parmi les premiers du réseau à recevoir un carrossage métallique. Comme la majorité des stations de la ligne 1 entre mai 1963 et décembre 1964, les quais sont rallongés à 90 mètres au moyen d'une crypte à leur extrémité orientale, afin d'accueillir des rames de six voitures pour faire face aux importantes surcharges chroniques de la ligne précitée depuis l'après-guerre.
Le carrossage sera ultérieurement remplacé par des carreaux en céramique blancs plats sur les piédroits, deux bandeaux d'éclairage spécifiques suspendus et entourés de lames métalliques, ainsi que des sièges de style « Motte » de couleur verte. Jusqu'en 2007, cet aménagement particulier était complété de vitrines utilisées comme espaces de publicité par les commerçants du quartier et comme vitrines d'exposition sur des thèmes variés pour des designers et créateurs contemporains.
En 2009, les travaux de rénovation dans le cadre de l'automatisation intégrale de la ligne 1 ont entraîné la disparition de ces aménagements, vitrines comprises, au profit d'un retour au traditionnel carrelage blanc biseauté. Les quais de la station ont été rehaussés le week-end du 4 et 5 avril 2009 afin de recevoir des portes palières, lesquelles ont été installées en novembre 2010.

### Fréquentation
Selon les estimations de la RATP, la station a vu entrer 6 502 842 voyageurs en 2019, ce qui la place à la 49e position des stations de métro pour sa fréquentation. En 2020, avec la crise du Covid-19, son trafic annuel tombe à 3 357 660 voyageurs, ce qui la classe alors au 45e rang, avant de remonter progressivement en 2021 avec 4 295 823 entrants comptabilisés, la reléguant cependant à la 46e position des stations du réseau pour sa fréquentation cette année-là.

## Services aux voyageurs

### Accès

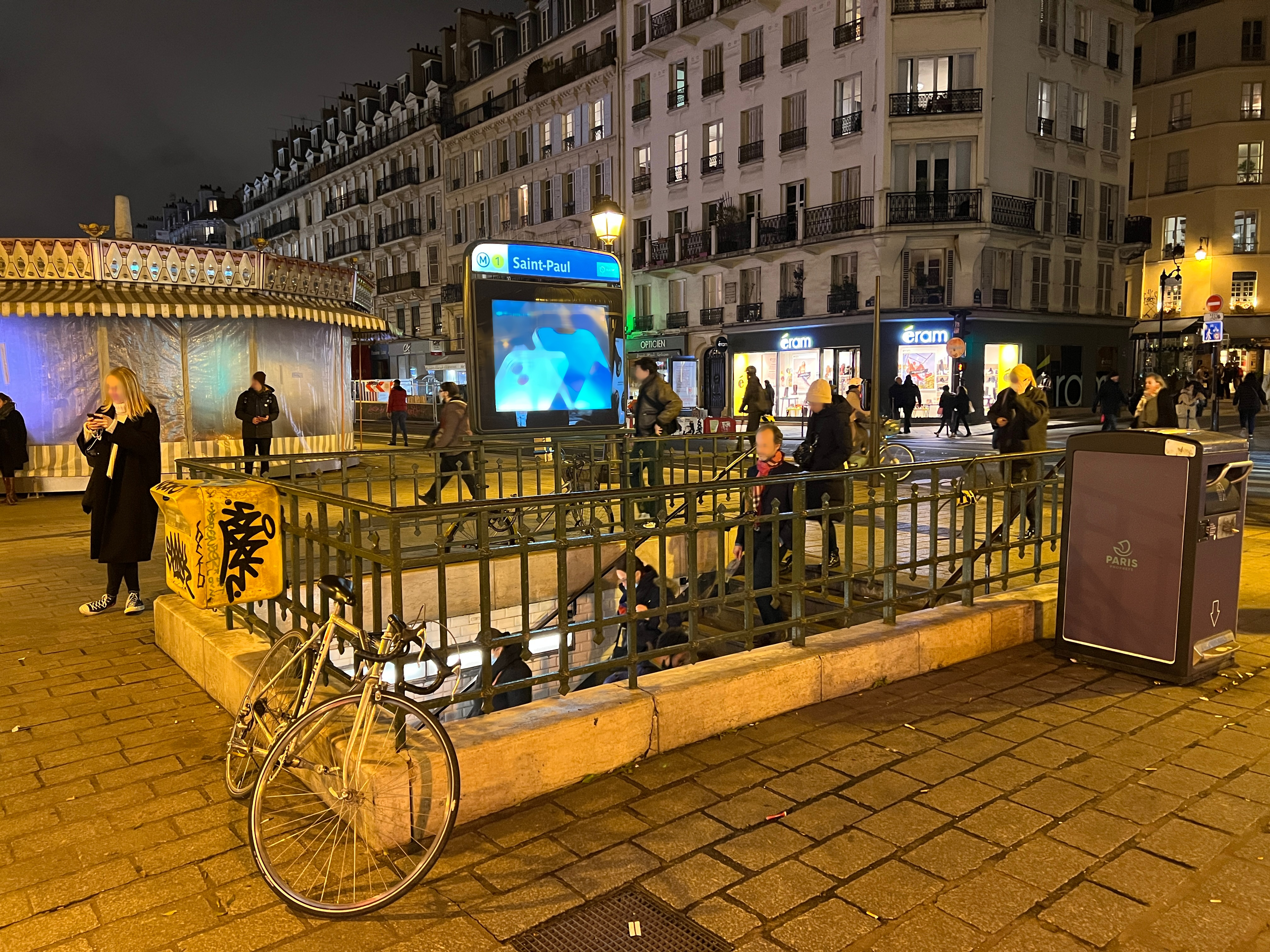
Accès à la station, le soir.

La station dispose d'un unique accès intitulé « Rue de Rivoli », comprenant deux bouches de métro établies sur la place des Combattantes-et-Combattants-du-Sida, face à la rue du Prévôt, où la rue Saint-Antoine laisse place à la rue de Rivoli. L'entrée principale est constituée d'un escalier fixe orné d'un candélabre Val d'Osne, tandis que la sortie secondaire est constituée d'un escalier mécanique montant permettant uniquement la sortie depuis le quai en direction de Château de Vincennes. Les deux trémies sont agrémentées d'une balustrade de style Dervaux.
Les piédroits des couloirs d'accès et de la salle de distribution sont recouverts de carreaux de couleur sable à motifs creux typiques des années 1950, que l'on retrouve encore également dans les couloirs de correspondance de la station Charles de Gaulle - Étoile (lignes 1, 2 et 6), ainsi que dans un couloir de la station Denfert-Rochereau (lignes 4 et 6) à proximité de la ligne B du RER.

### Quais
Saint-Paul est une station de configuration standard : elle possède deux quais séparés par les voies du métro et la voûte est elliptique. Une crypte de 15 mètres de long, dont le plafond repose sur des piliers très rapprochés, la prolonge toutefois à son extrémité orientale depuis le passage aux rames à six voitures dans les années 1960, et un puits de lumière situé juste au-delà fait pénétrer un peu la lumière du jour. La décoration est du style utilisé pour la majorité des stations du métro, combinée aux aménagements spécifiques de cette ligne depuis son automatisation : les bandeaux d'éclairage sont blancs et arrondis dans le style « Gaudin » du renouveau du métro des années 2000, et les carreaux de céramique blancs biseautés recouvrent les piédroits ainsi que les tympans. La voûte est peinte en blanc, tandis que les colonnes de la crypte sont recouvertes de petits carreaux de teinte sombre. Les cadres publicitaires sont en céramique blanche et le nom de la station est inscrit en police de caractères Parisine sur des panneaux rétro-éclairés incorporés à des caissons parés de bois. Les quais sont équipés de sièges « Akiko » de couleur verte et comportent des portes palières mi-hauteur.

### Intermodalité
La station est desservie par les lignes 69, 76 et 96 du réseau de bus RATP ainsi que par la ligne à vocation touristique Tootbus Paris. La nuit, elle est desservie par les lignes N11 et N16 du réseau de bus Noctilien.

## À proximité
- quartier du Marais
- Lycée Charlemagne
- Lycée Sophie-Germain
- Rue des Rosiers (Pletzl)
- Rue Saint-Antoine
- Partie orientale de la rue de Rivoli
- Place des Vosges

## Galeries de photographies

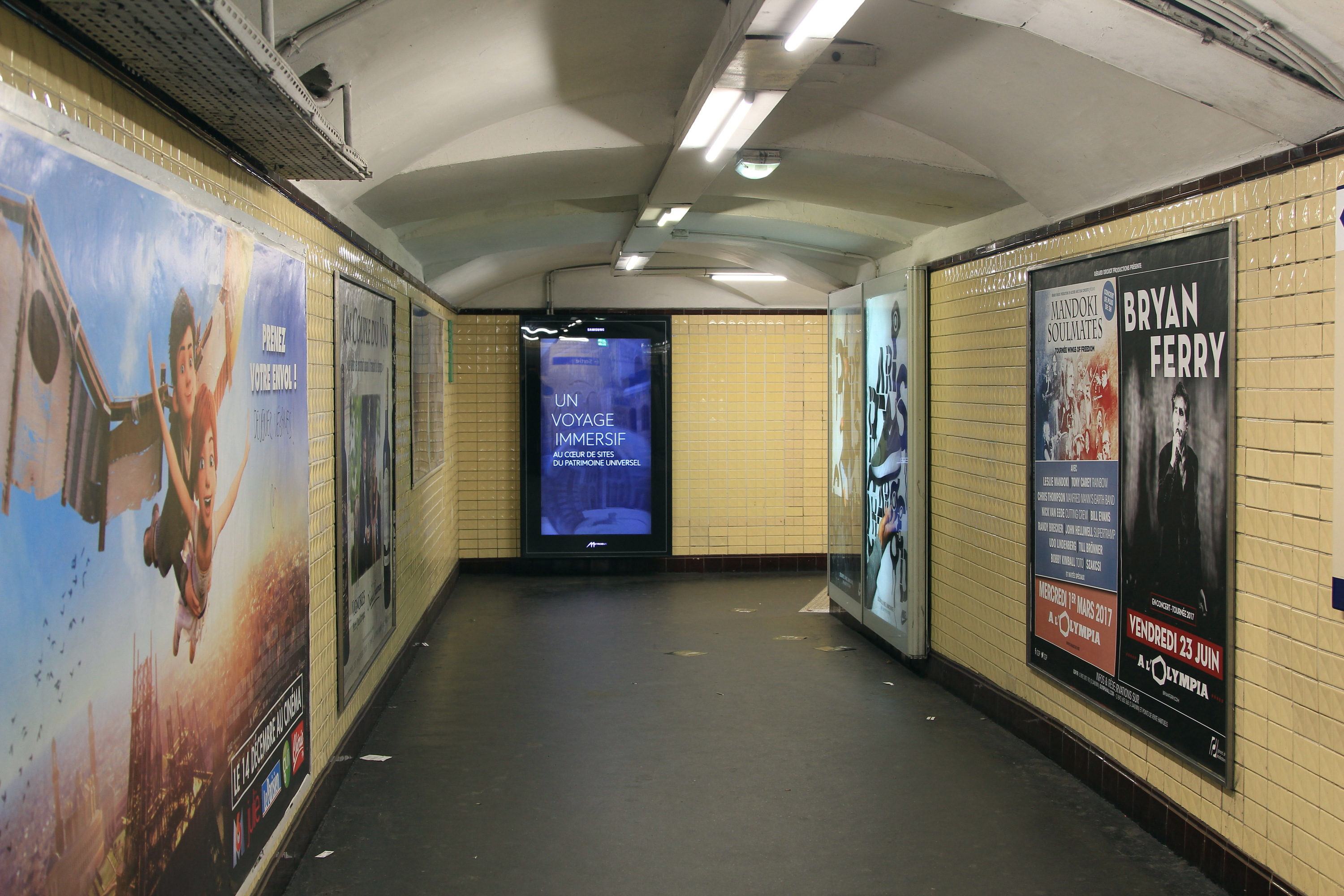
Couloirs de la station.
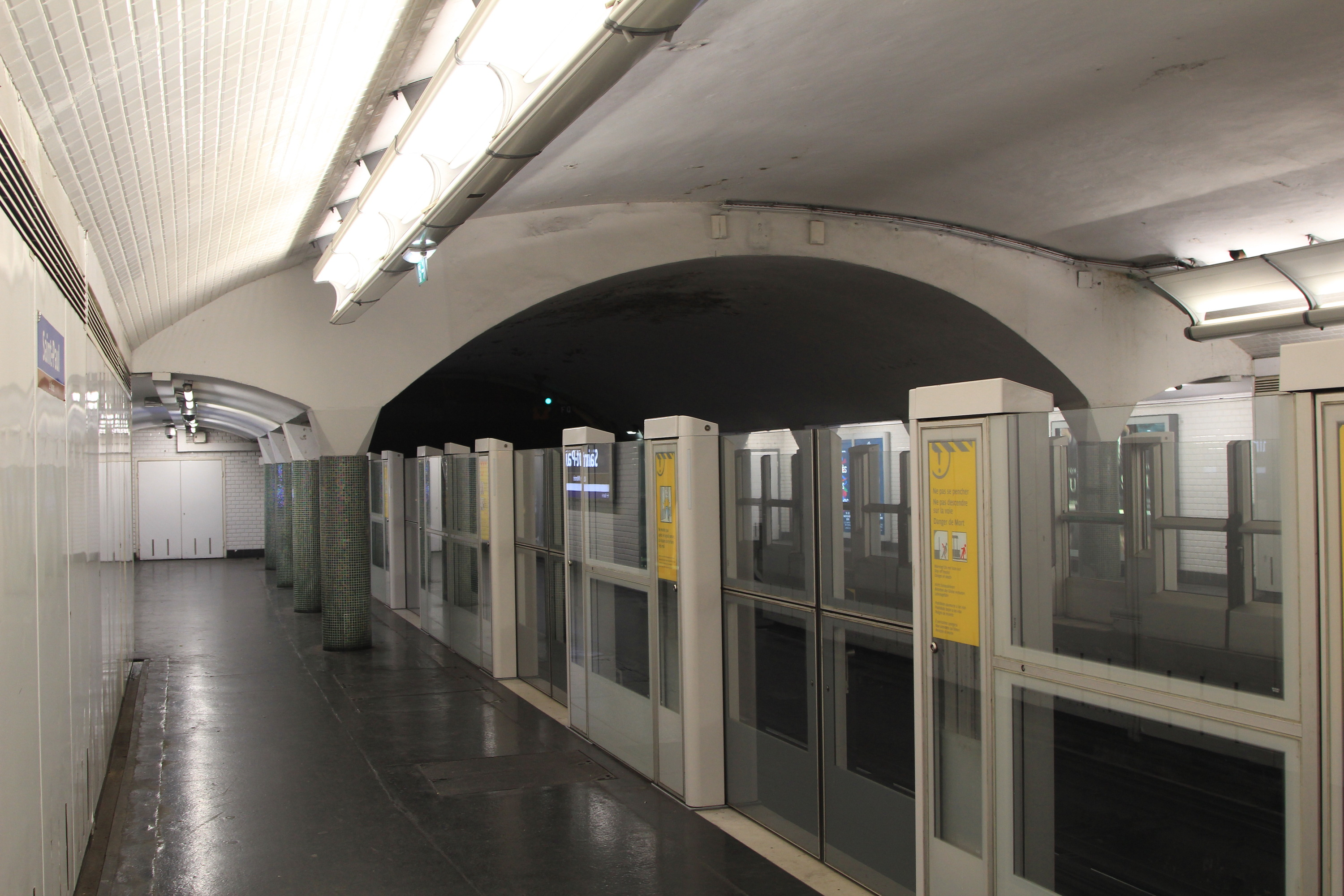
Quai La Défense.
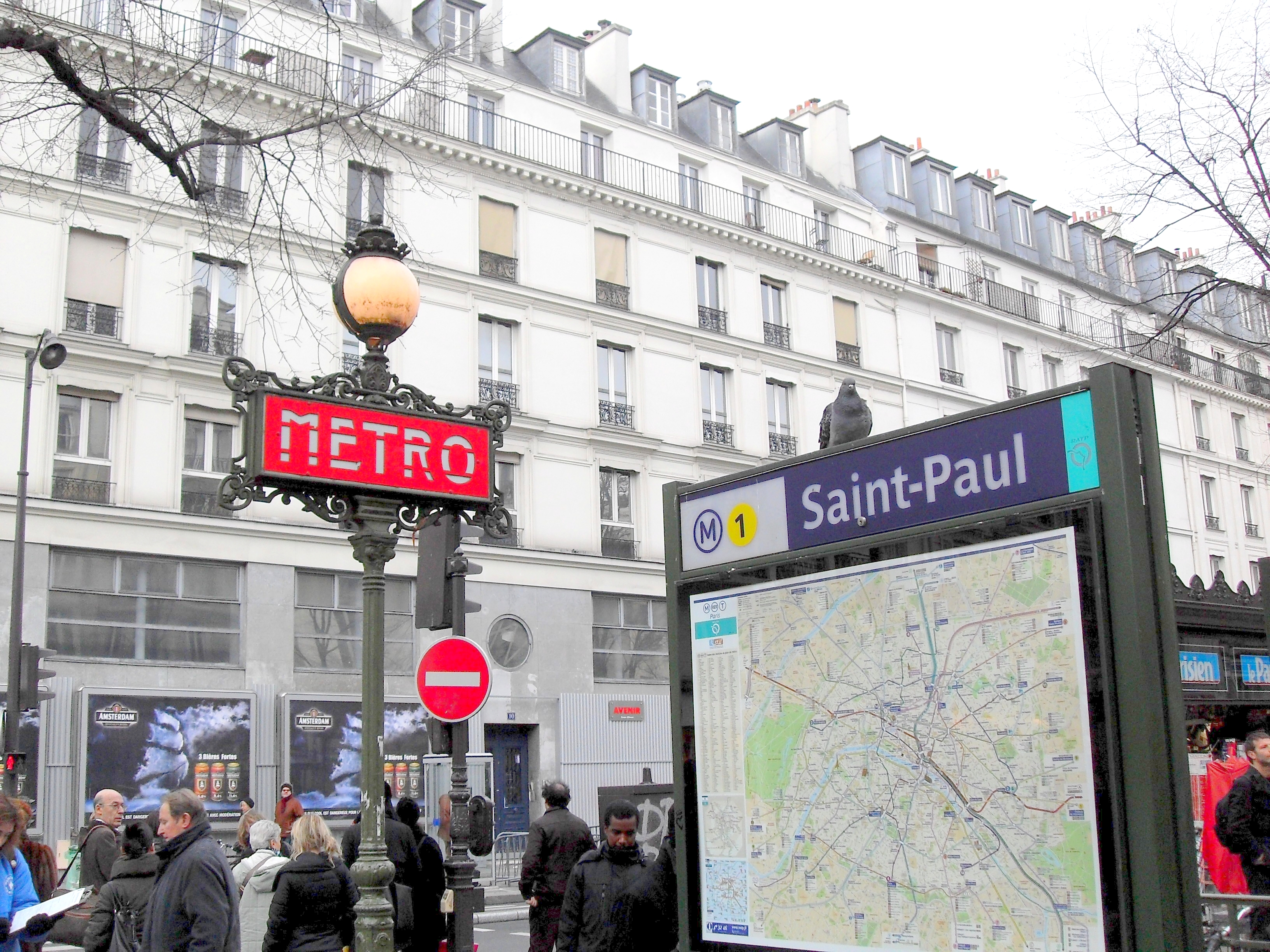
Entrée équipée d'un candélabre Val d'Osne.
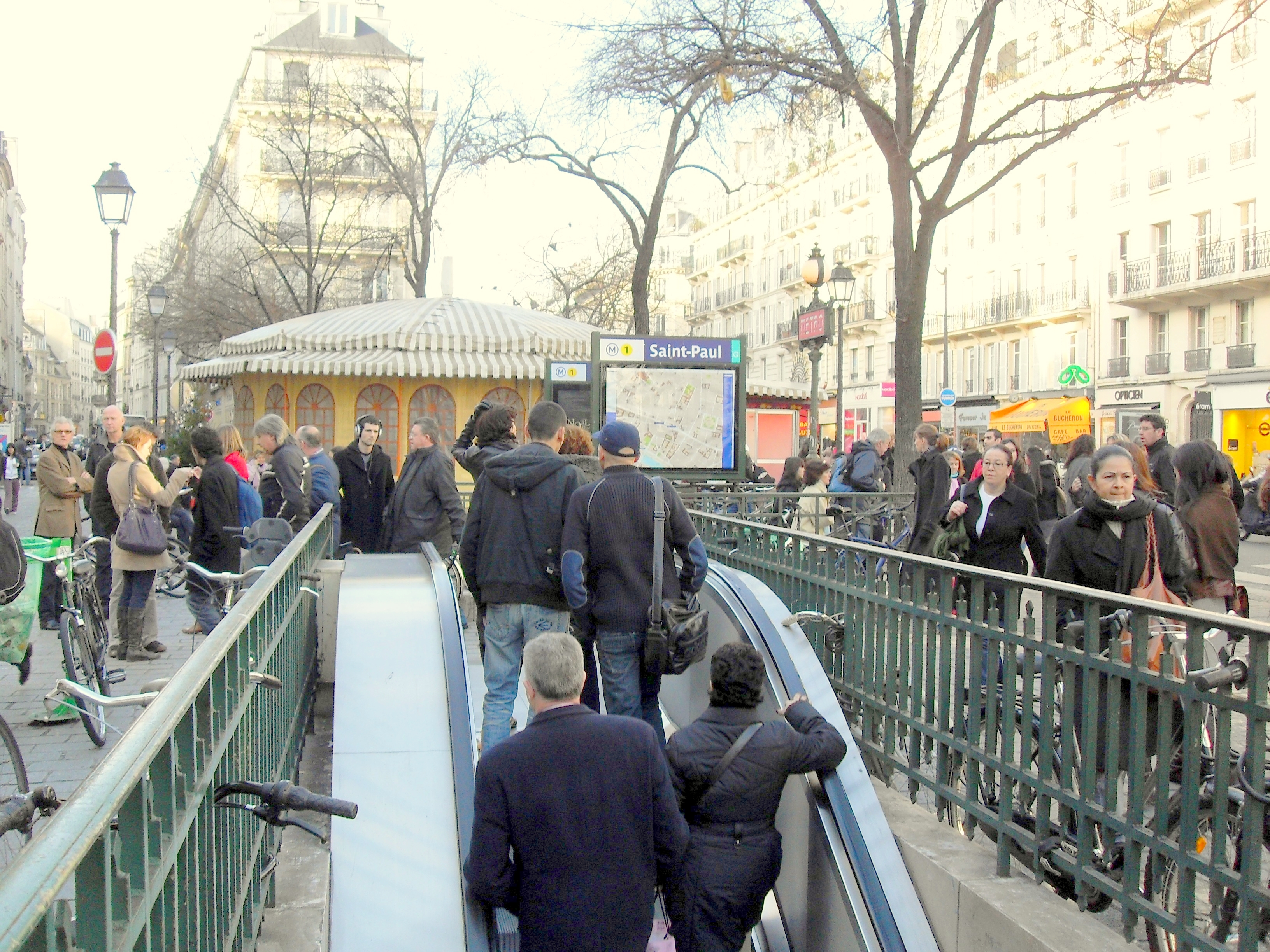
Débouché de l'escalator.
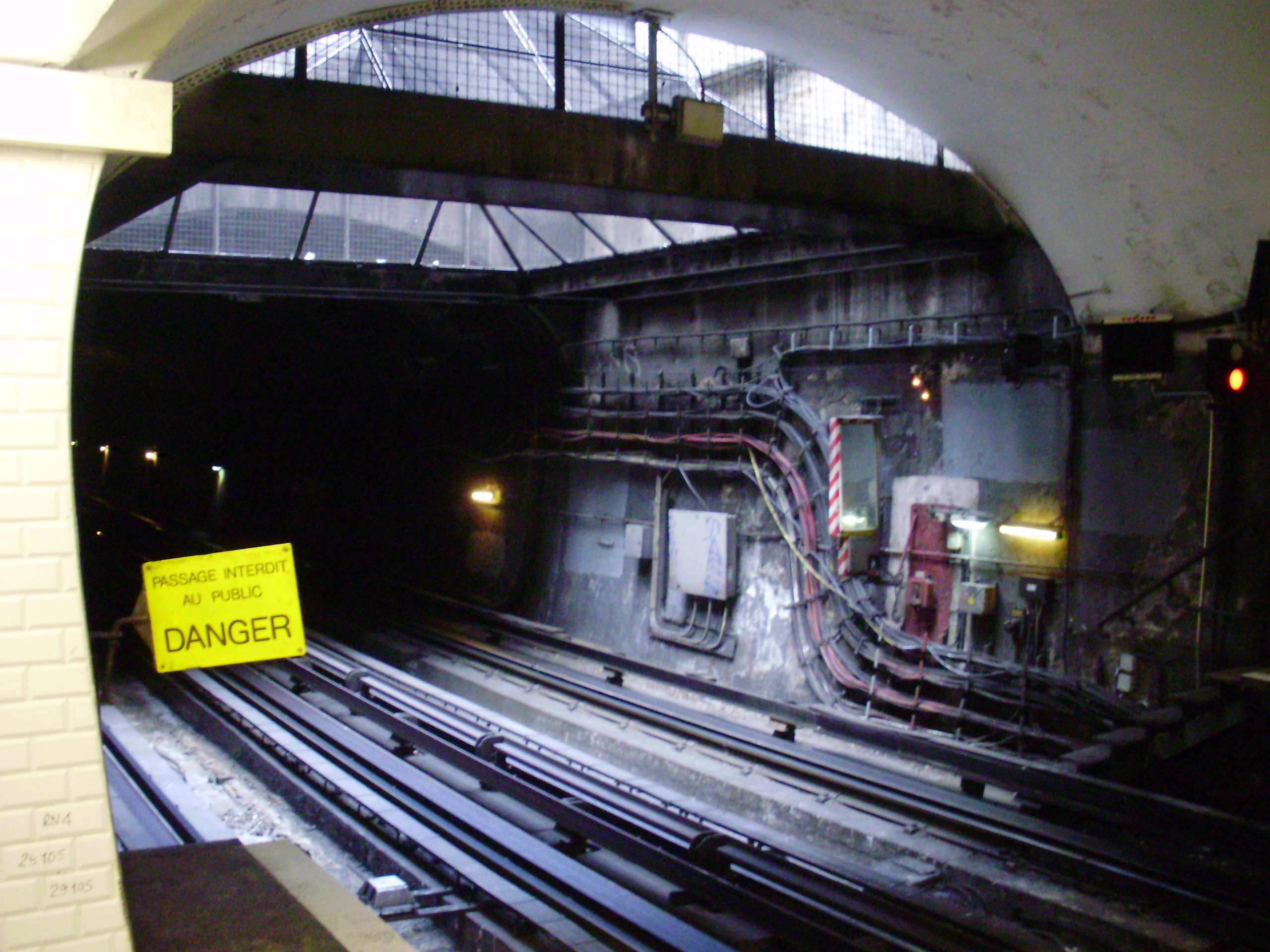
Puits de lumière à l'extrémité est de la station.